# Сеятель (Казанский сельсовет)
Сеятель — упразднённая деревня в Альшеевском районе Республики Башкортостан России. Входила в Казанский сельсовет.

## География
Располагалось на кромке леса, не подписанного на картах.
Расстояние до:
- районного центра (Раевский): 8 км,
- центра сельсовета (Казанка): 6 км,
- ближайшей железнодорожной станции (Раевка): 8 км.

## Население
В 1969 году проживали 83 человека. Преобладающая национальность -  русские.

## История
Закон «О внесении изменений в административно-территориальное устройство Республики Башкортостан в связи с образованием, объединением, упразднением и изменением статуса населенных пунктов, переносом административных центров» от 20 июля 2005 года N 211-з постановил:

ст. 4. Упразднить следующие населенные пункты:

1) в Альшеевском районе:

г) деревню Сеятель Казанского сельсовета;